# Пеуша (Біхор)
Пеуша (рум. Păușa) — село у повіті Біхор в Румунії. Входить до складу комуни Ножорід.
Село розташоване на відстані 430 км на північний захід від Бухареста, 14 км на південь від Ораді, 132 км на захід від Клуж-Напоки, 140 км на північ від Тімішоари.

## Населення
За даними перепису населення 2002 року у селі проживали 288 осіб.
Національний склад населення села:
| Національність | Кількість осіб | Відсоток |
| -------------- | -------------- | -------- |
| румуни         | 269            | 93,4%    |
| угорці         | 14             | 4,9%     |
| словаки        | 5              | 1,7%     |

Рідною мовою назвали:
| Мова      | Кількість осіб | Відсоток |
| --------- | -------------- | -------- |
| румунська | 270            | 93,8%    |
| угорська  | 14             | 4,9%     |